# Adelsöleden
Adelsöleden är en allmän färjeled som går i Mälaren över Svinsundet från Sjöängen på Munsön till Lilla Stenby på Adelsön. Den linstyrda färjan Tora tar 36 personbilar och 198 passagerare. Färjeledens längd är 1 000 meter och överfartstiden är sex minuter.

## Historia
Innan en regelbunden färjetrafik etablerades sköttes transporter mellan Adelsön och Munsön privat, när behovet uppstod. I slutet av 1800-talet roddes sommargästerna till och från ön. På Munsösidan, i nuvarande Väsby hage naturreservat som gränser till Svinsundet, finns en ”Roparhäll”. Därifrån kunde man förr i tiden ropa efter en båt som gick till Adelsön.
Den första bilfärjan mellan Adelsön och Munsön sattes i trafik i december 1930. Fartyget var en ombyggd skuta som kunde ta två bilar. 1936 kom nästa färja som hade plats för tre personbilar alternativt två lastbilar (utan släp). Under 1930-talet fick man kalla på färja via telefon från Munsön respektive Adelsön. Under andra världskriget drevs färjan med gengas. 1944 förstatligades färjetrafiken av dåvarande Kungliga väg- och vattenbyggnadsstyrelsen.
År 1954 sattes en ny färja i trafik. Den kunde transportera åtta bilar åt gången. Men det räckte inte långt i en tid där allt fler skaffade bil och en söndagseftermiddag kunde väntetiden bli flera timmar. Fler färjor sattes i trafik och kapaciteten ökade. Den första linstyrda färjan kom 1978, och hette ursprungligen M/S FÄRJA 61/277 senare omdöpt till M/S Linnea. Den byggdes 1969 på Kalmar varv och kunde ta 48 bilar och 250 passagerare. Nuvarande linfärja, Färja 344 Tora, kom 2006.

## Historiska bilder

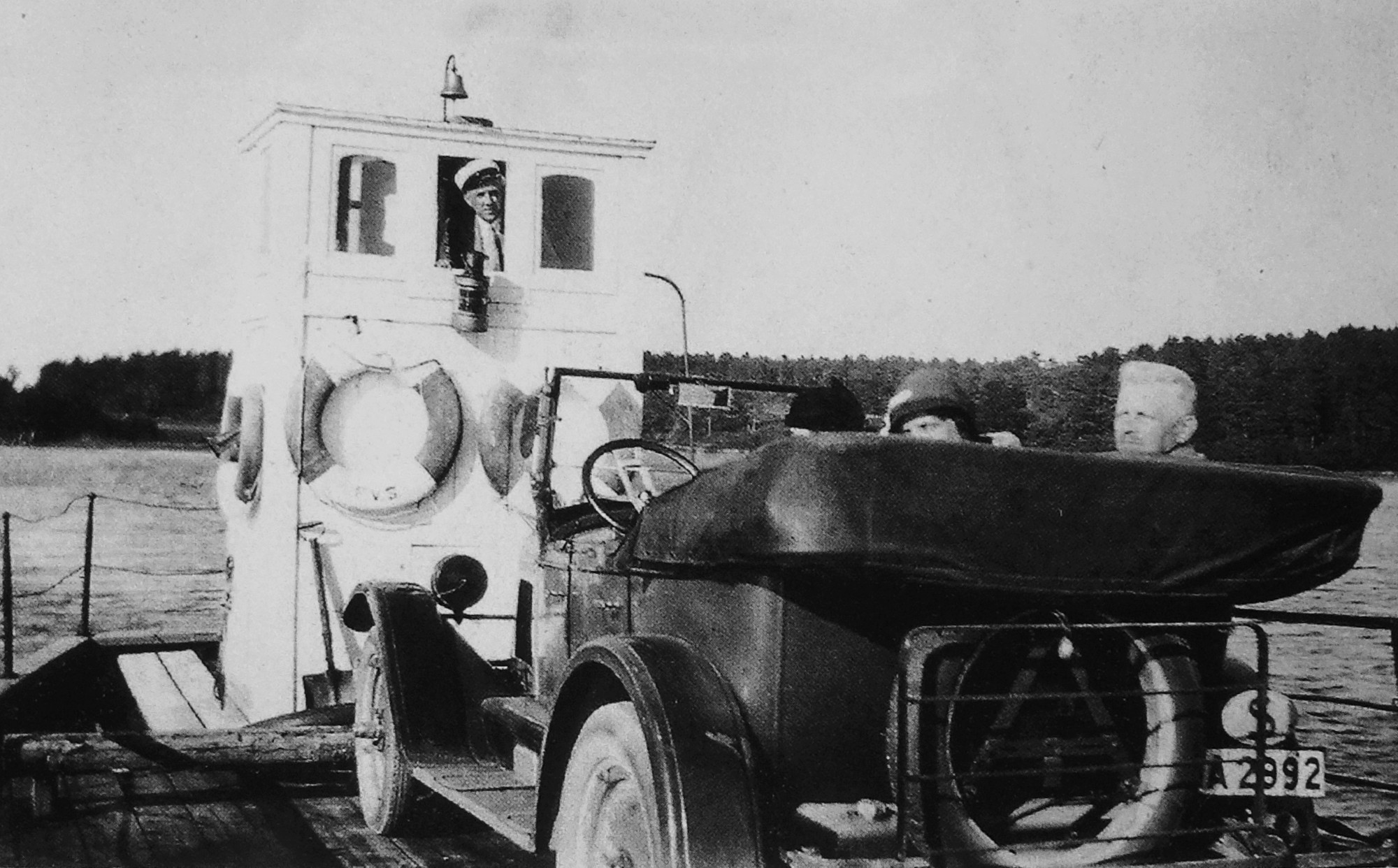
Adelsöns första färja, 1930
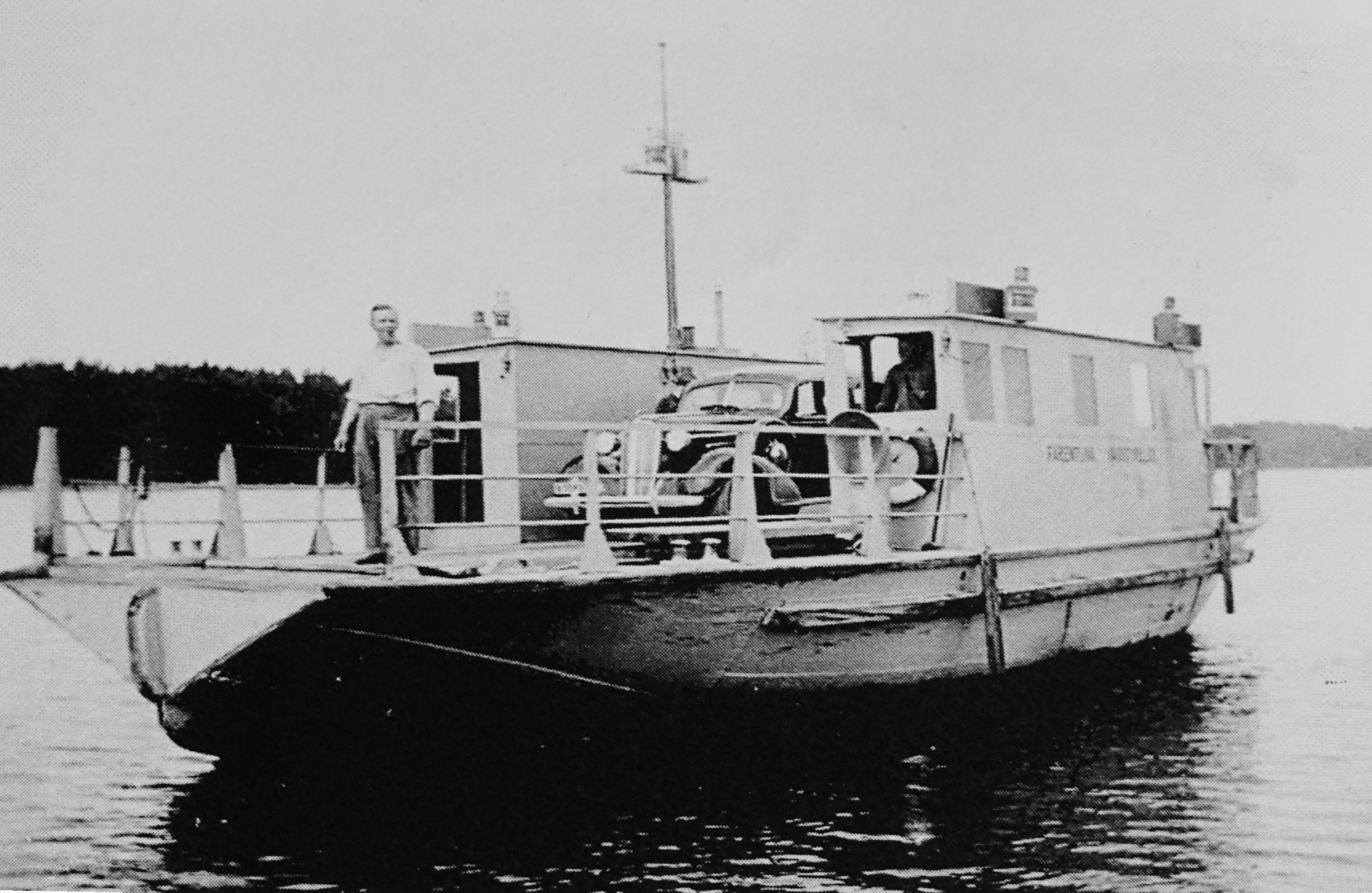
Adelsöns andra färja, 1936
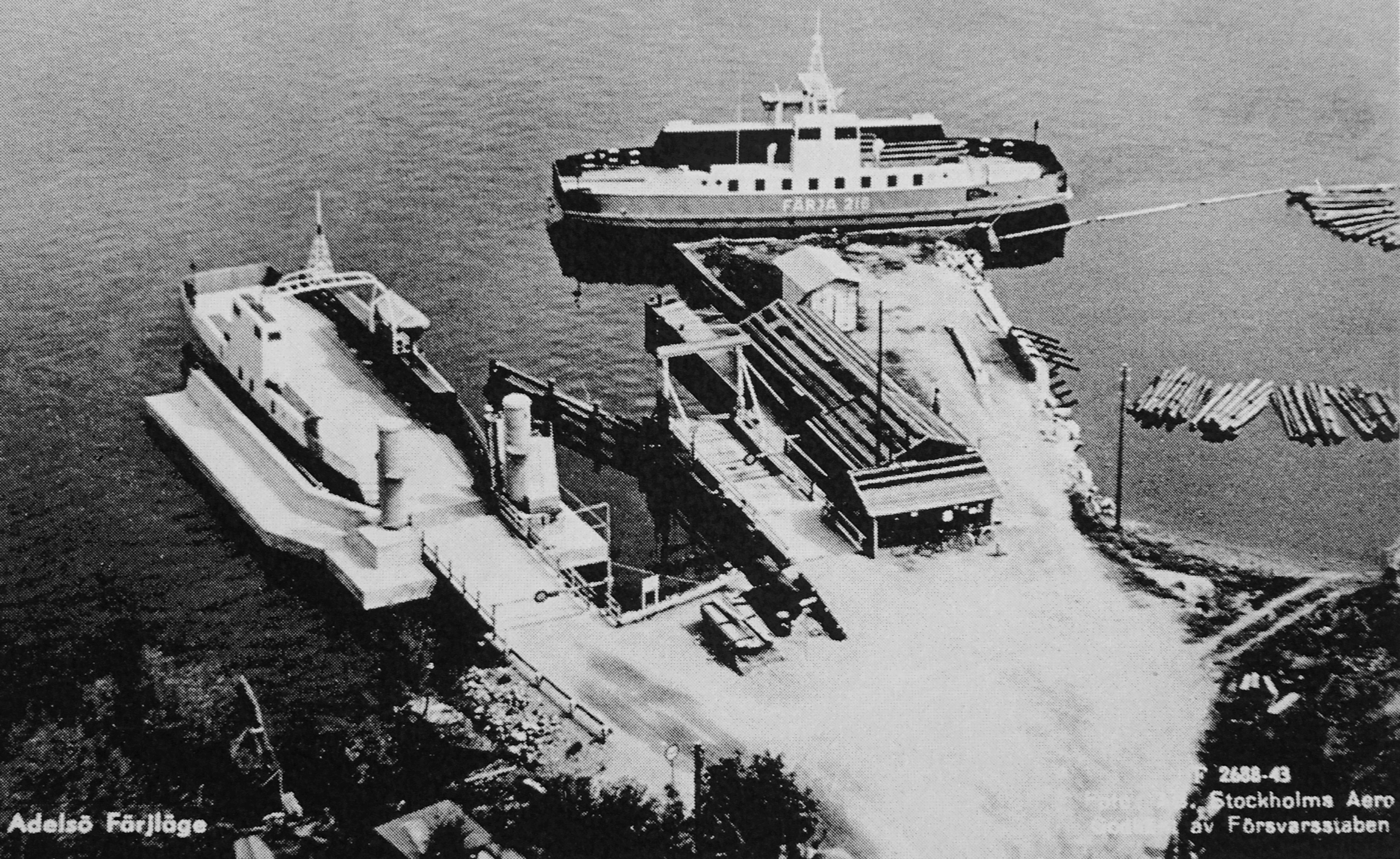
Adelsö färjeläge på 1950-talet

## Nutida bilder

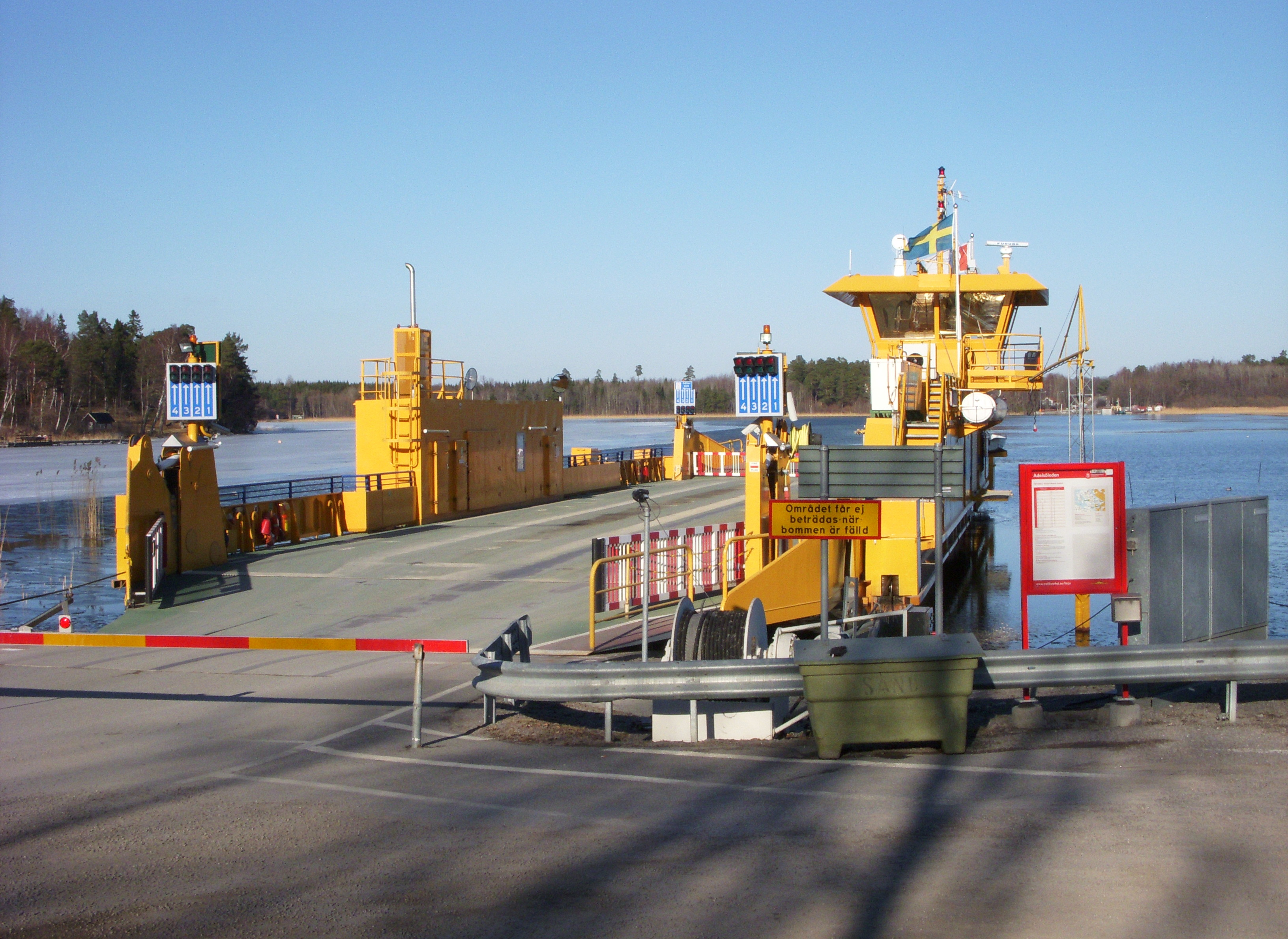
Tora i färjeläget Lilla Stenby
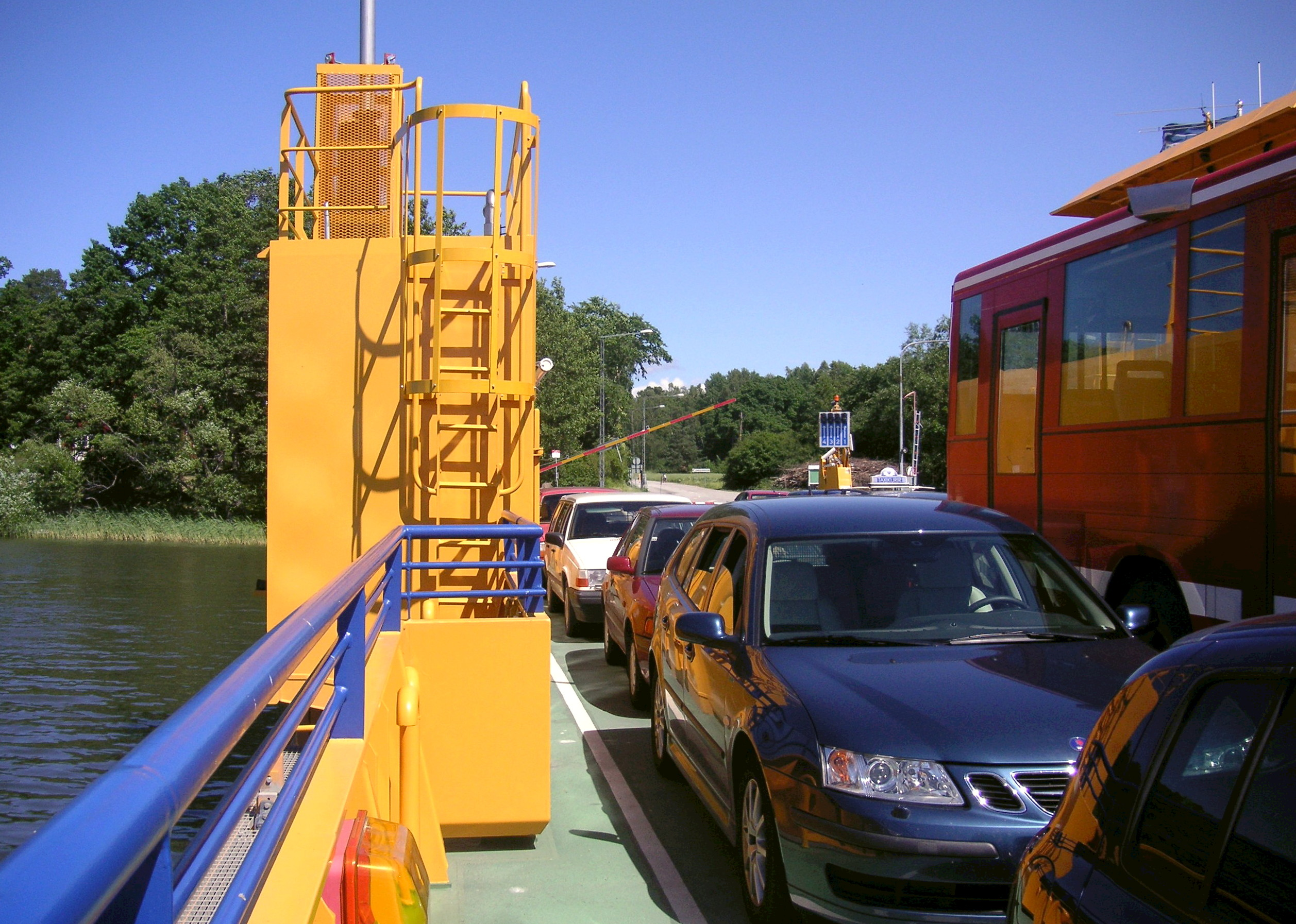
Ombord på Tora, 2007
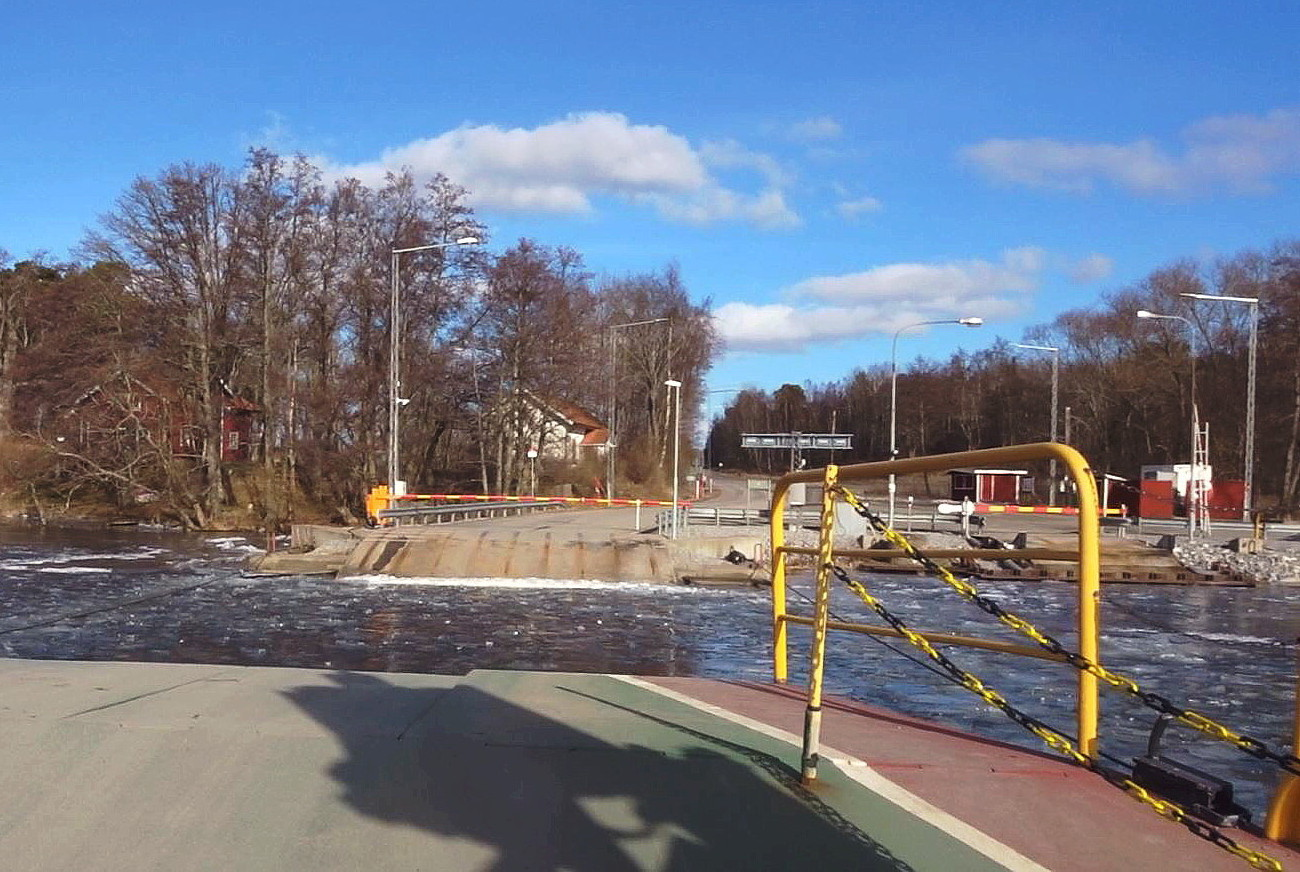
Tora närmar sig Sjöängen